# Шериф, Сидики
Сидики Шериф (фр. Sidiki Chérif; родился 15 декабря 2006, Конакри, Гвинея) — французский футболист, вингер клуба «Анже».

## Клубная карьера
5 августа 2023 года Сидики Шериф дебютировал за основную команду «Анже» в матче Лиги 2 против клуба «Лаваль». 18 августа 2024 года впервые сыграл в Лиге 1, выйдя в стартовом составе на матч против «Ланса».